# Tarrant County
Tarrant County är ett administrativt område i delstaten Texas, USA, med 1 809 034 invånare (2010). Den administrativa huvudorten (county seat) är Fort Worth. 

## Geografi
Enligt United States Census Bureau har countyt en total area på 2 324 km². 2 236 av den arean är land och 88 km² är vatten.

### Angränsande countyn
- Denton County - norr
- Dallas County - öster
- Ellis County - sydost
- Johnson County - söder
- Parker County - väster
- Wise County - nordväst

### Orter
- Arlington
- Azle (delvis i Parker County)
- Bedford
- Benbrook
- Blue Mound
- Burleson (delvis i Johnson County)
- Colleyville
- Crowley (delvis i Johnson County)
- Dalworthington Gardens
- Euless
- Everman
- Forest Hill
- Fort Worth (huvudort; delvis i Denton County, delvis i Parker County, delvis i Wise County)
- Grapevine (delvis i Dallas County, delvis i Denton County)
- Grand Prairie (delvis i Dallas County, delvis i Ellis County)
- Haltom City
- Haslet (delvis i Denton County)
- Hurst
- Keller
- Kennedale
- Lake Worth
- Mansfield (delvis i Ellis County, delvis i Johnson County)
- Newark (delvis i Wise County)
- North Richland Hills
- Pelican Bay
- Richland Hills
- River Oaks
- Saginaw
- Sansom Park
- Southlake (delvis i Denton County)
- Watauga
- Westworth Village
- White Settlement